# Antiblemma subrutilans
Antiblemma subrutilans là một loài bướm đêm trong họ Erebidae.